# KidZania
KidZania es una cadena internacional originada en México de centros de entretenimiento familiar que opera actualmente en más de 30 sedes a nivel mundial. Ha recibido más de 80 millones de visitantes desde su apertura, lo que la convierte en una de las marcas de entretenimiento educativo global de más rápido crecimiento en el mundo.

## Descripción

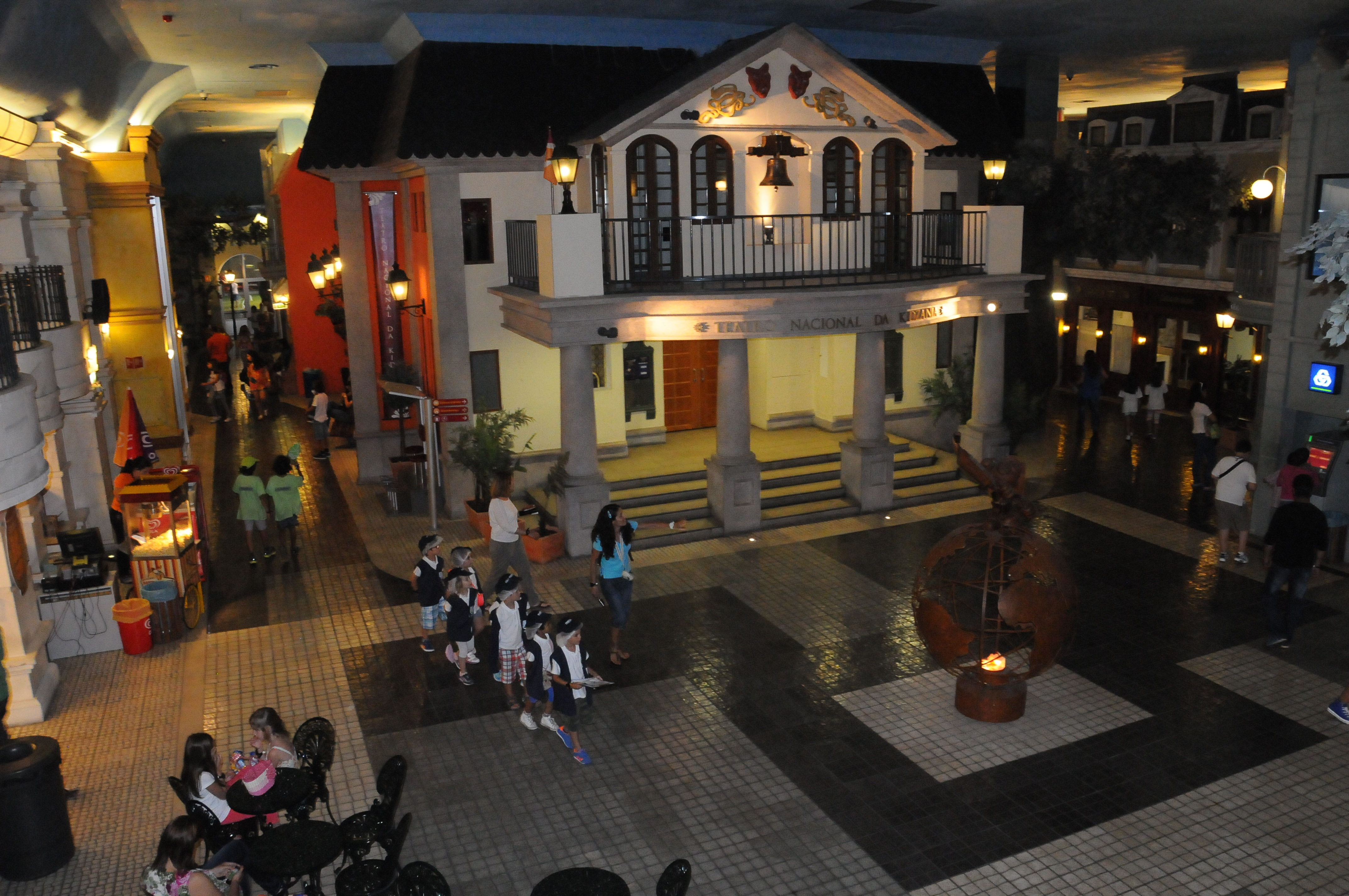
KidZania Lisboa, 2014

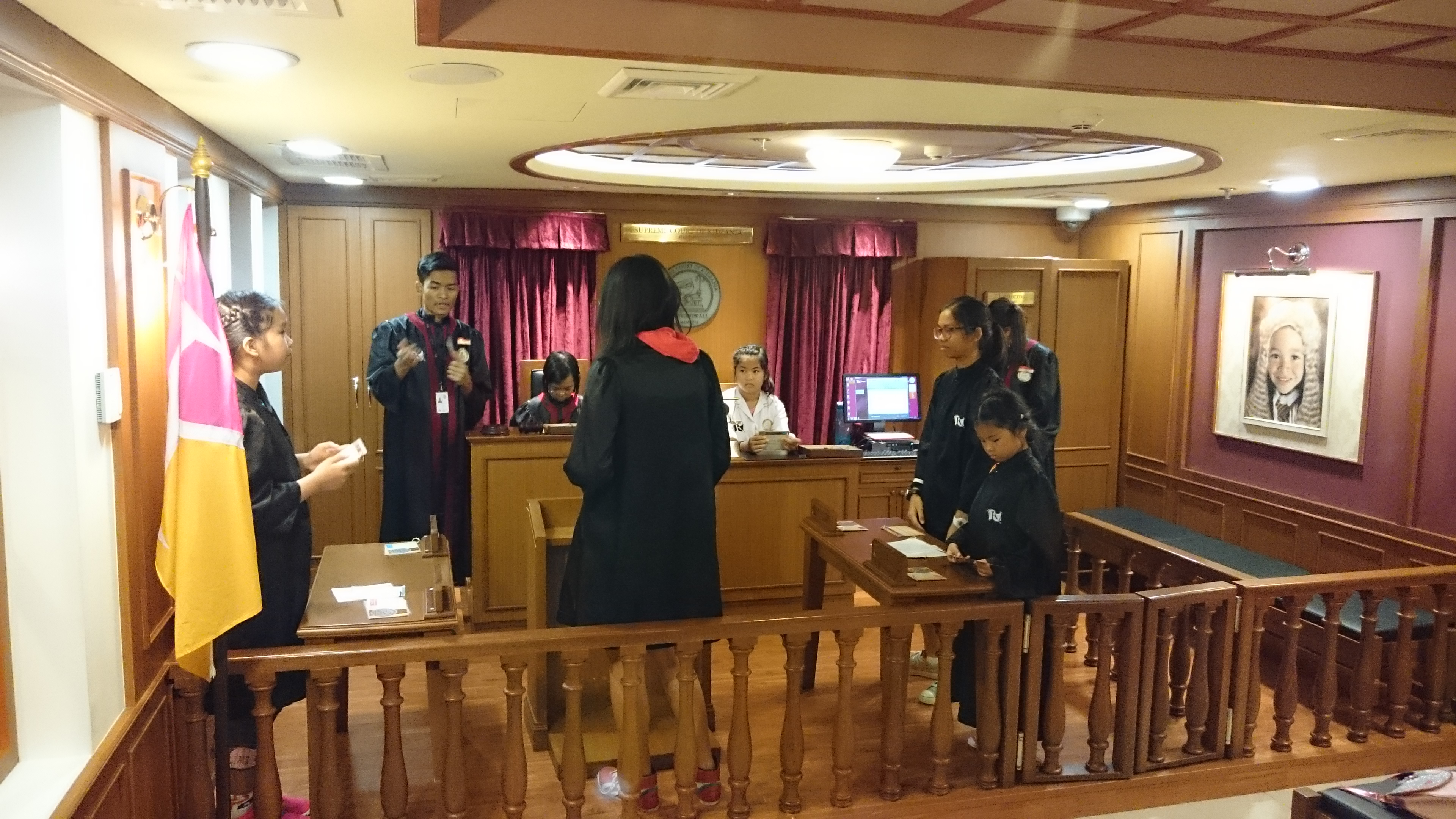
KidZania Bangkok, 2015

Cada local de KidZania es una réplica a escala de una ciudad real, incluyendo edificios, tiendas y teatros, así como vehículos y peatones que se mueven por sus calles. En esta ciudad, los niños de 4 a 14 años trabajan en lugares que van desde el una embotelladora de Coca-Cola, un consultorio odontológico patrocinado por Crest o un restaurante de McDonald's.
Los niños son recompensados por su labor con kidZos (moneda de KidZania). Este dinero es guardado en el banco de KidZania para que los niños lo gasten en la tienda de regalos y en las actividades dentro del local. En cada instalación de KidZania en todo el mundo, los niños usan brazaletes electrónicos que permiten a los padres llevar un seguimiento de sus hijos a distancia.
Shah Rukh Khan, actor indio popular en la industria de Bollywood, posee una participación del 26% en KidZania India y ayuda a promover la marca en el país asiático.

## Historia
KidZania fue creada y desarrollada por el empresario mexicano Xavier López Ancona, actual director ejecutivo. El primer local se inauguró en septiembre de 1999 en el centro comercial Santa Fe de la Ciudad de México y se denominó La Ciudad de los Niños. Sus patrocinadores corporativos financiaron el 55% de la inversión inicial.
En 2008 cambia de nombre a KidZania, este nombre se debe a la unión de la palabra Kids que significa niños, la terminología "ania" que se usa para denominar tierra y Z para darle un toque cool, por lo que ahora KidZania significa la tierra de los niños cool, en ese mismo KidZania contrató al estratega del mundo del espectáculo Andrew Darrow como vicepresidente ejecutivo para ampliar las operaciones. La experta en mercadeo estadounidense Cammie Dunaway se incorporó a finales de 2010 como directora de marketing.
La construcción de KidZania en Westfield London tuvo un costo de 20 millones de libras esterlinas. En asociación con British Airways, es operada por Joel Cadbury y Ollie Vigors a través de su compañía Longshot Ltd.

## Controversias

### Operaciones en Rusia
KidZania fue criticada por continuar sus operaciones en Rusia a pesar de la guerra en Ucrania. La empresa fue incluida en el proyecto "Leave Russia", que monitorea a las empresas que permanecen activas en el mercado ruso. Los críticos argumentan que la presencia continua de KidZania en Rusia apoya indirectamente la economía rusa, socavando las sanciones internacionales y los esfuerzos para presionar a Rusia durante el conflicto.

## Sedes

### Actuales
- KidZania Santa Fe, septiembre de 1999
- KidZania Monterrey, mayo de 2006
- Kidzania Tokio, octubre de 2006 (franquicia)
- KidZania Yakarta, noviembre de 2007 (franquicia)
- Kidzania Koshien, marzo de 2009 (franquicia)
- KidZania Lisboa, junio de 2009 (franquicia)
- KidZania Dubái, enero de 2010 (franquicia)
- KidZania Seúl, febrero de 2010 (franquicia)
- KidZania Kuala Lumpur, febrero de 2012 (franquicia)
- KidZania Santiago, mayo de 2012 (franquicia)
- KidZania Cuicuilco, junio de 2012
- KidZania Bangkok, marzo de 2013 (franquicia)
- KidZania Bombay, abril de 2013 (franquicia)
- KidZania Kuwait, junio de 2013 (franquicia)
- KidZania El Cairo, septiembre de 2013 (franquicia)
- Kidzania Estambul, febrero de 2014 (franquicia)
- KidZania Jeddah, enero de 2015 (franquicia)
- KidZania Moscú, enero de 2016 (franquicia)
- KidZania Busan, abril de 2016
- KidZania Singapur, abril de 2016 (franquicia) - cerrada en junio de 2020, reabierta en mayo de 2024

- KidZania Delhi, mayo de 2016
- Kidzania Bangkok, diciembre de 2017
- KidZania Guadalajara, noviembre de 2018
- Kidzania Doha, mayo de 2019
- KidZania Abu Dabi, junio de 2019
- KidZania Johannesburgo, 2019
- KidZania Dallas, noviembre de 2019 (franquicia)
- KidZania Surabaya, diciembre de 2020 (franquicia)
- KidZania Hanoi, octubre de 2023

### Futuras
- KidZania Toronto, 2021
- KidZania París, 2020 (franquicia)
- KidZania Chicago, 2020 (franquicia)
- KidZania Nueva York, 2020 (franquicia)
- KidZania Los Ángeles, 2021 (franquicia)

### Cerradas
- KidZania Manila, agosto de 2015 (franquicia) - cerrada en agosto de 2020[15]
- Kidzania Costa Rica, diciembre de 2018 (franquicia) - cerrada en julio de 2021.
- KidZania Londres, junio de 2015 (franquicia) - cerrada en enero de 2024[16]

- KidZania São Paulo, enero de 2015 (franquicia) - cerrada en mayo de 2024 [17]

## Premios y reconocimientos
KidZania fue escogido como el mejor centro de entretenimiento familiar del mundo por la IAAPA (Asociación Internacional de Parques de Diversiones y Atracciones) y como el Operador Mundial de Entretenimiento del Año en 2009.
De 2011 a 2015, KidZania ha sido reconocida como una de las mejores empresas mexicanas, galardón promovido por Banamex, Deloitte México y el Instituto Tecnológico de Monterrey.

## Galería

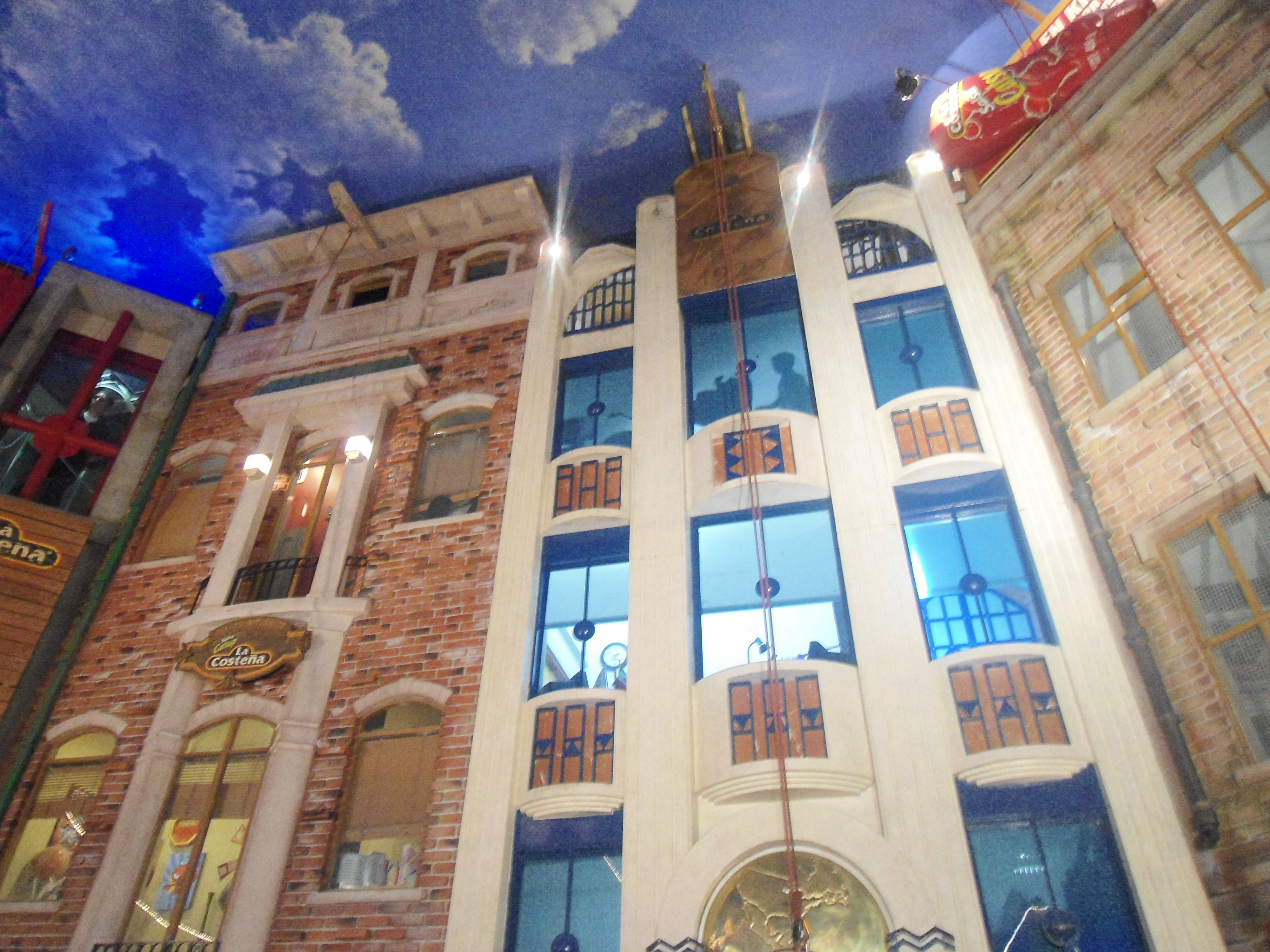
Edificio de rappel en KidZania Ciudad de México
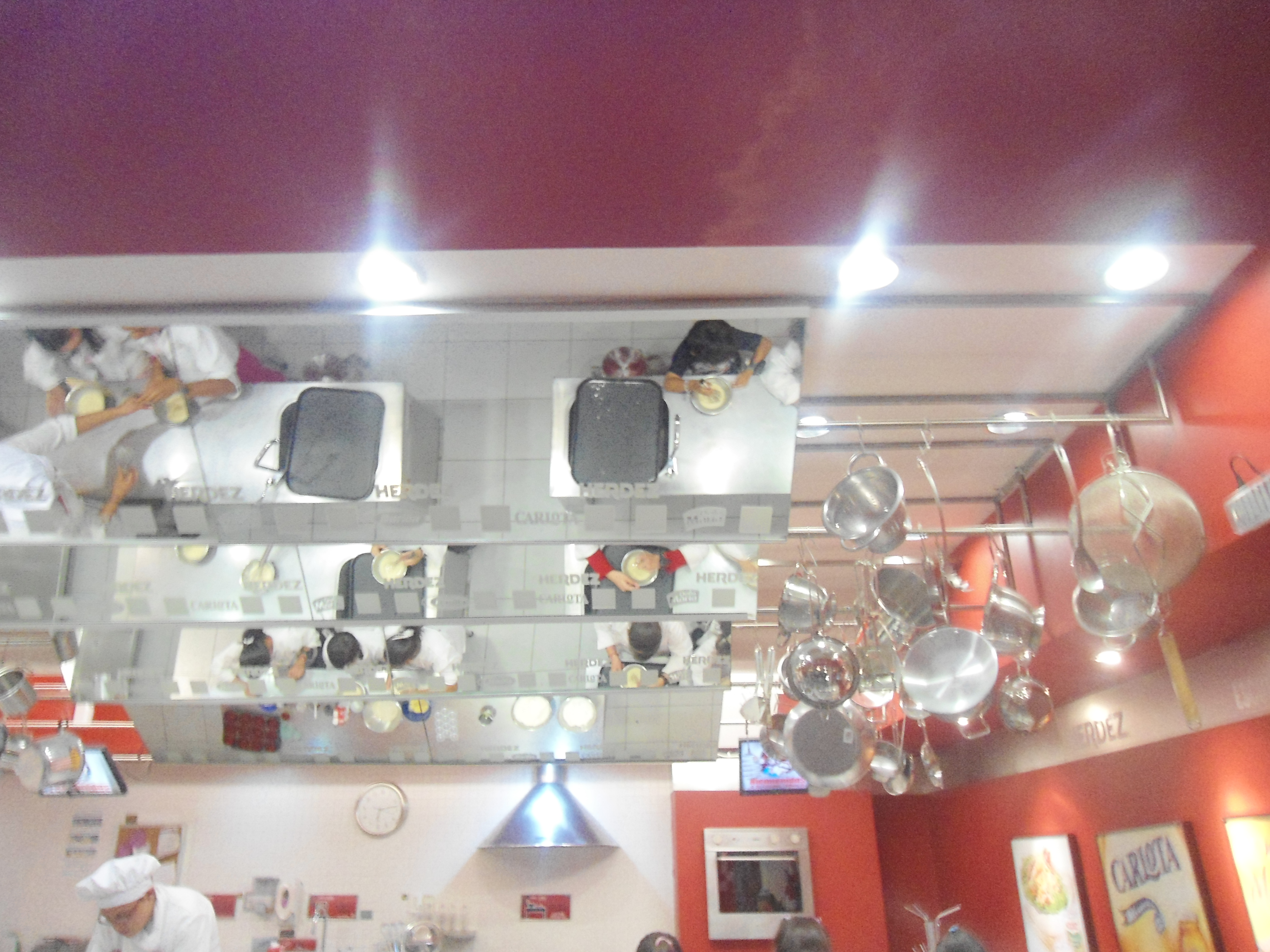
Cocina en KidZania Ciudad de México
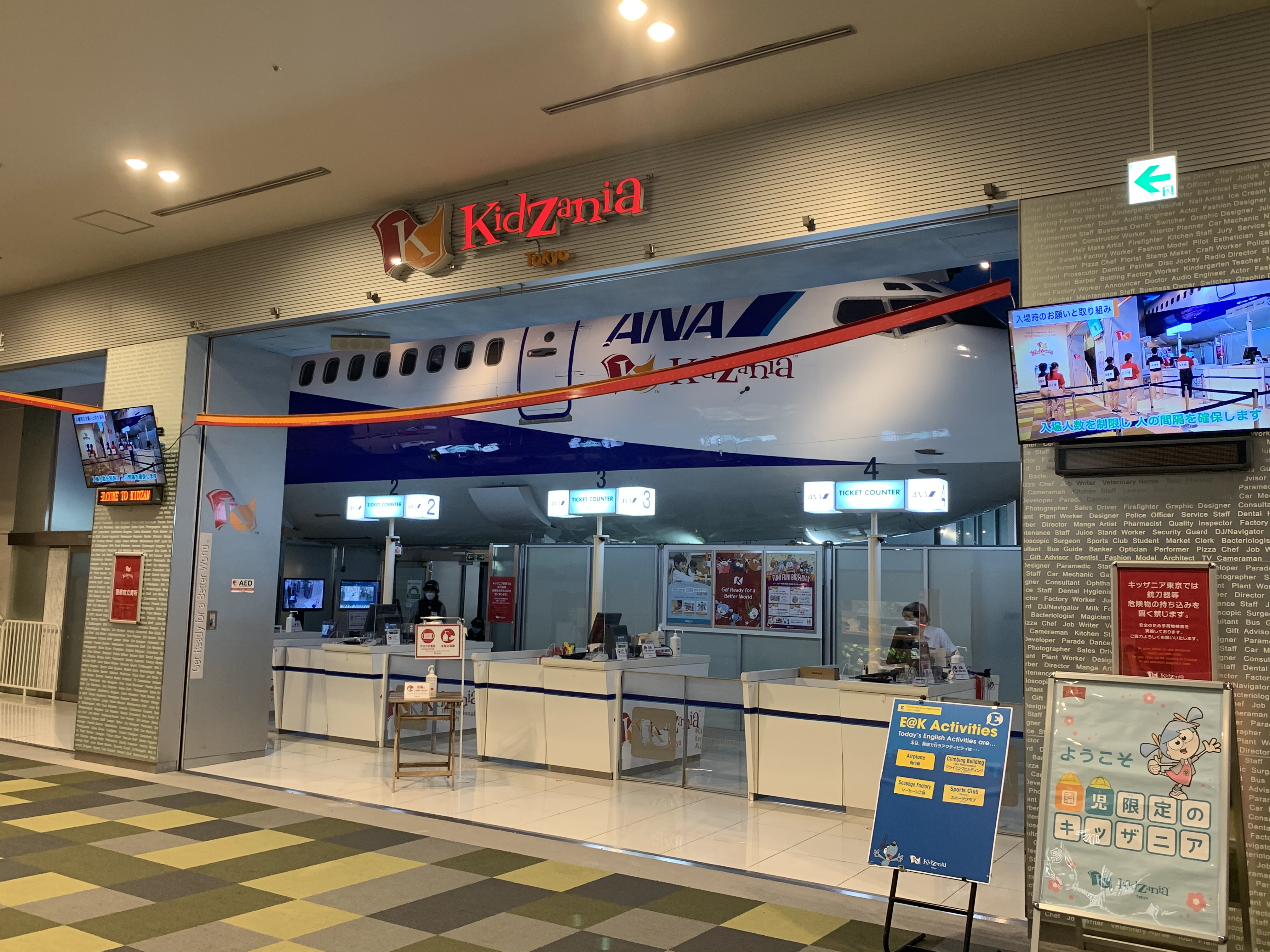
KidZania Tokyo
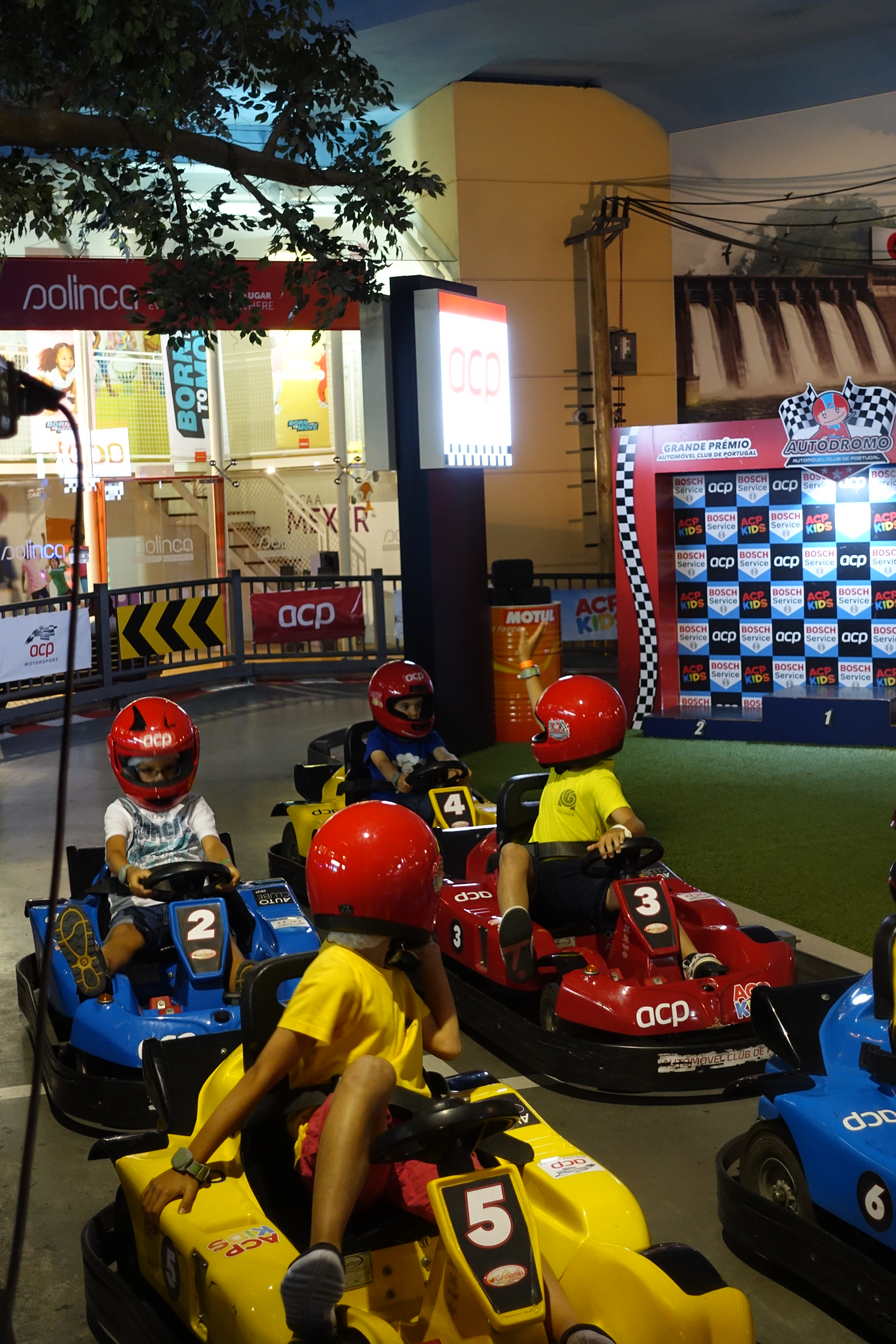
Kidzania Lisboa
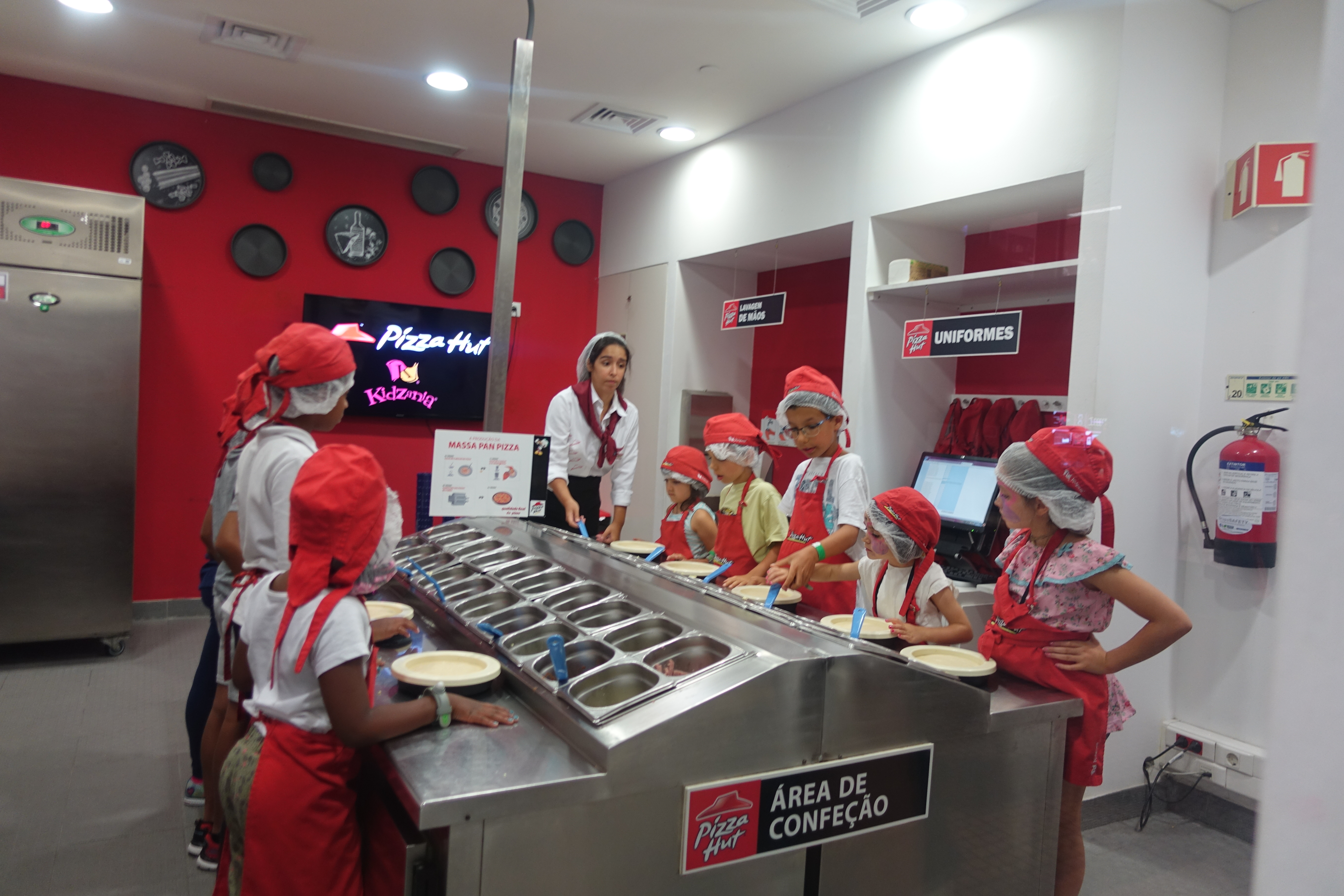
Kidzania Lisbon, Portugal
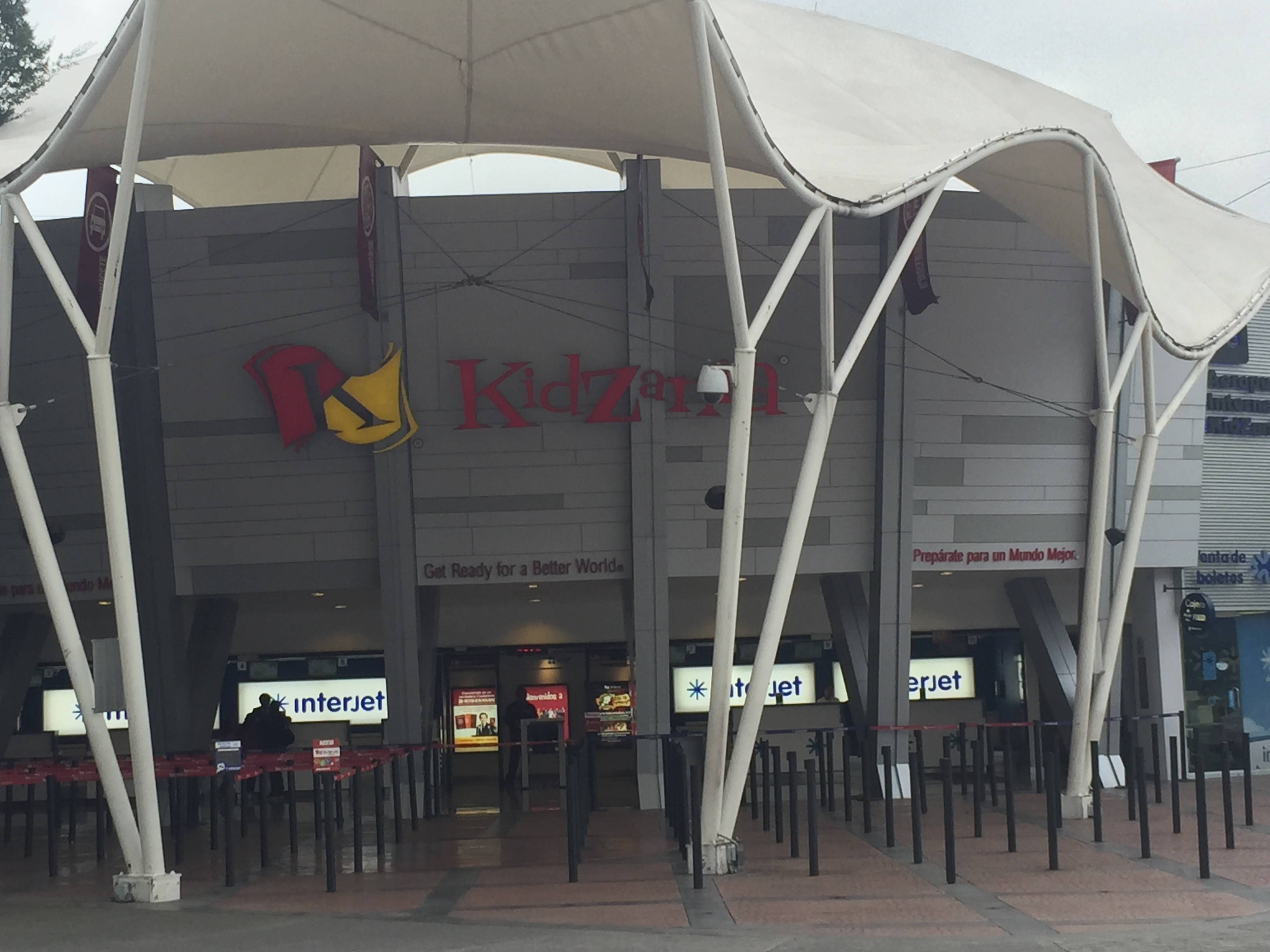
Kidzania Plaza, Cuicuilco
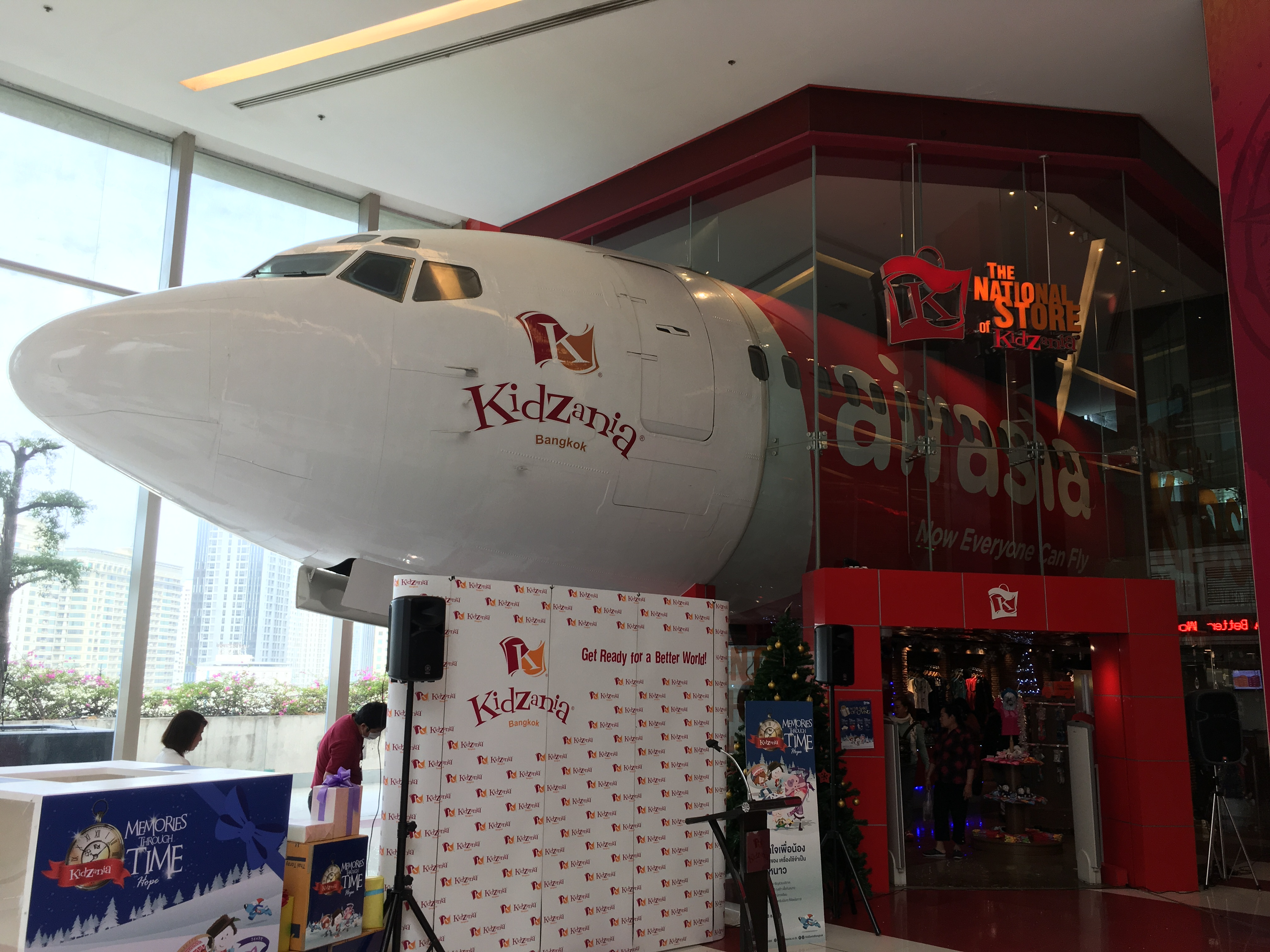
KidZania Bangkok
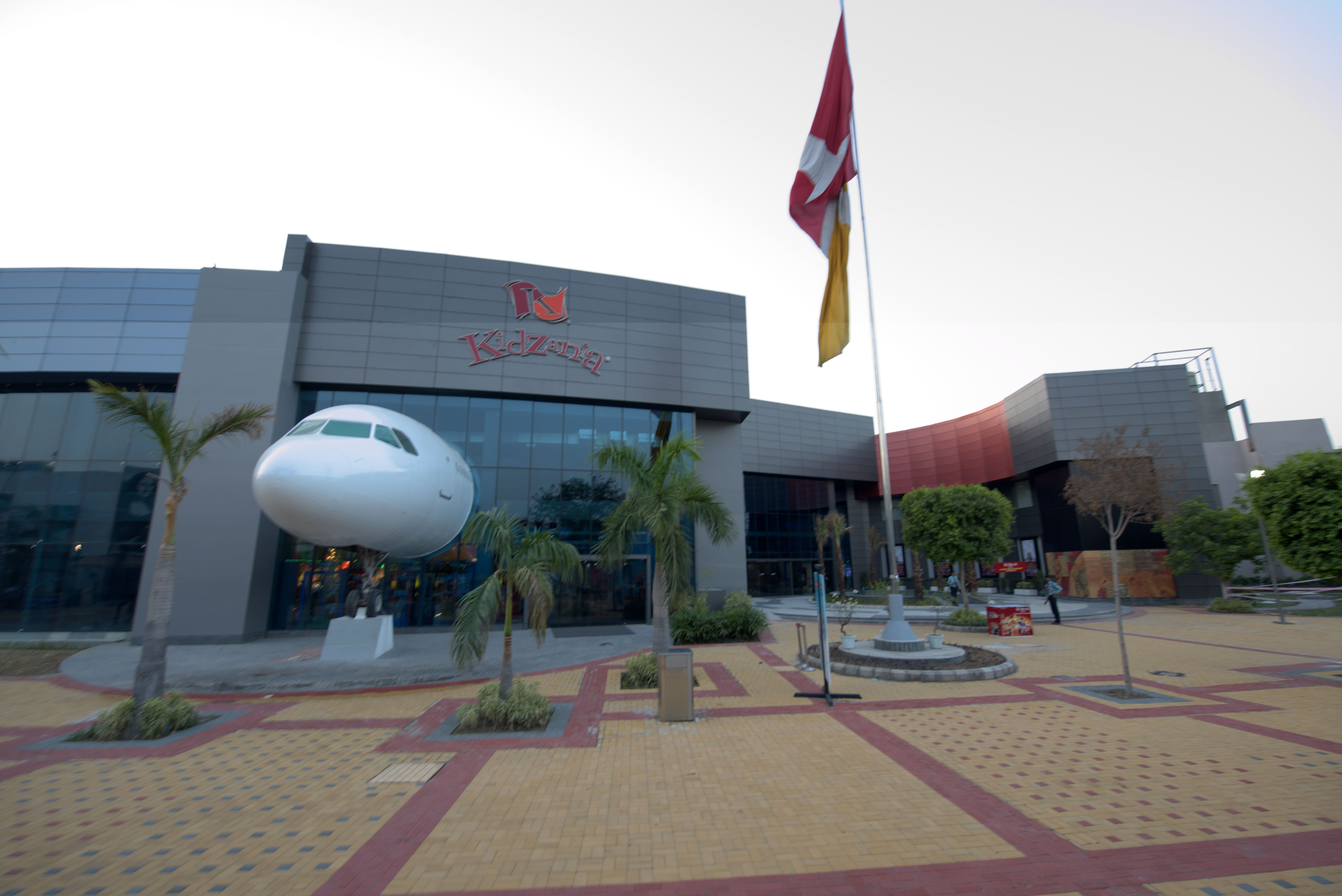
KidZania Bombay
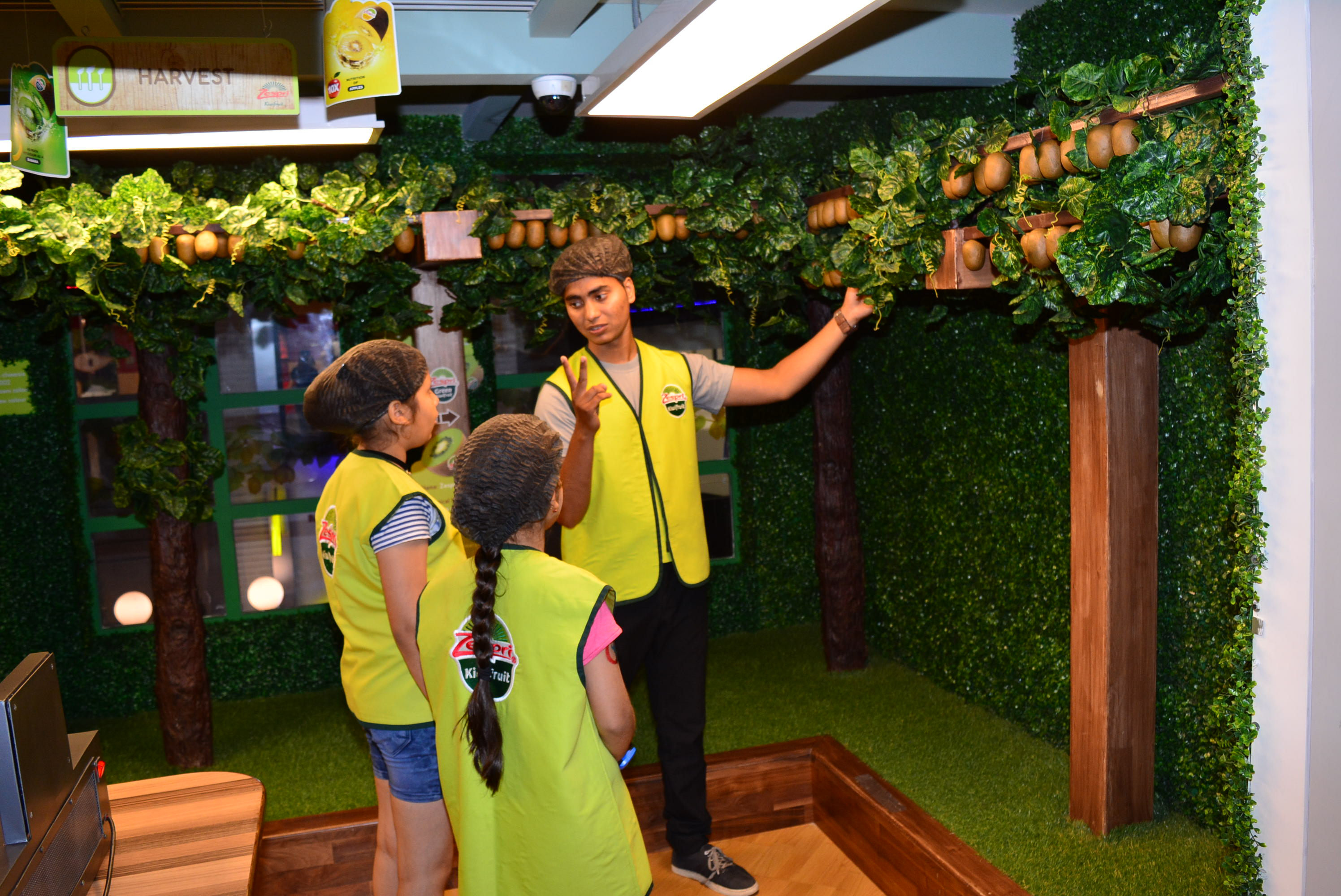
KidZania Bombay
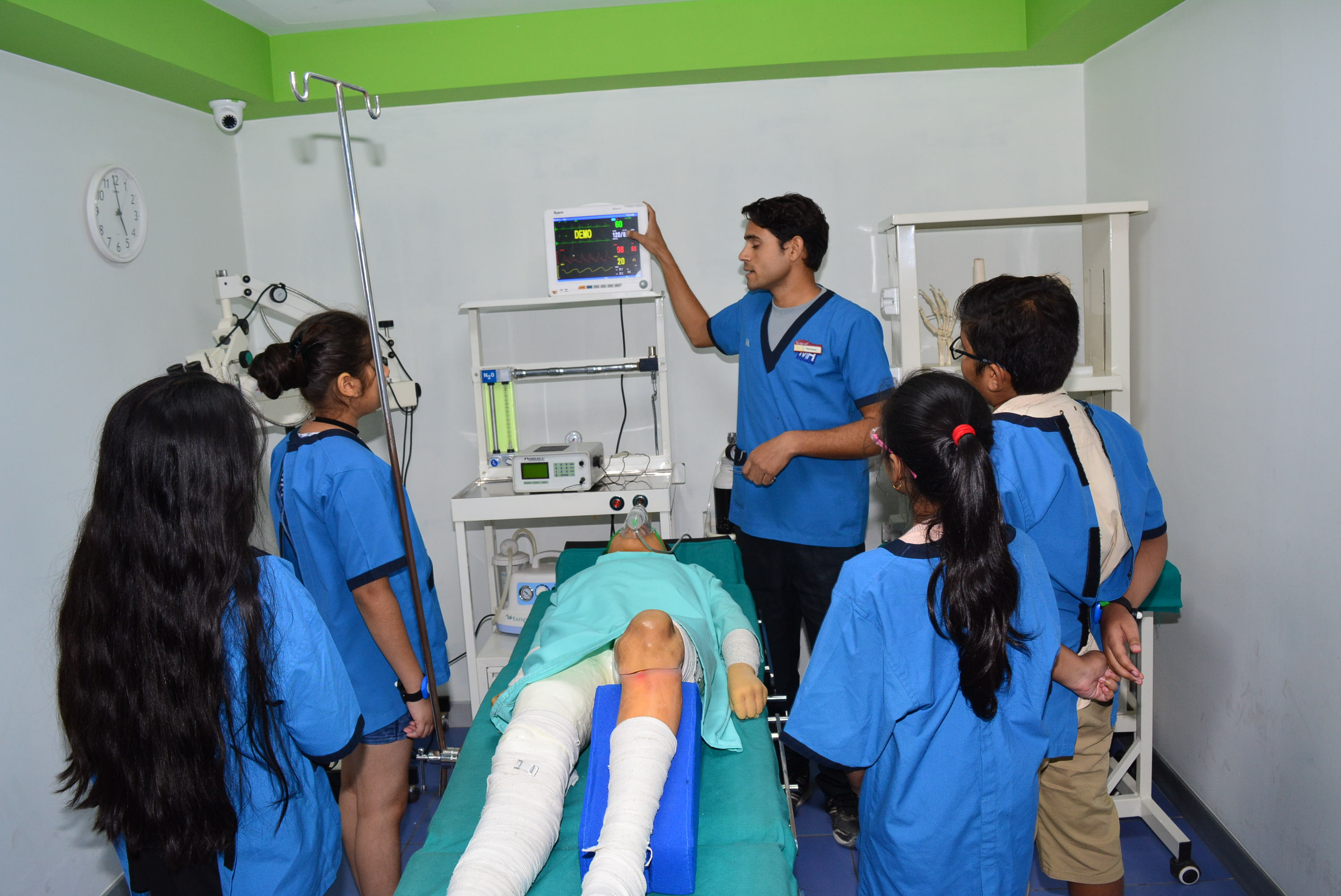
KidZania Bombay
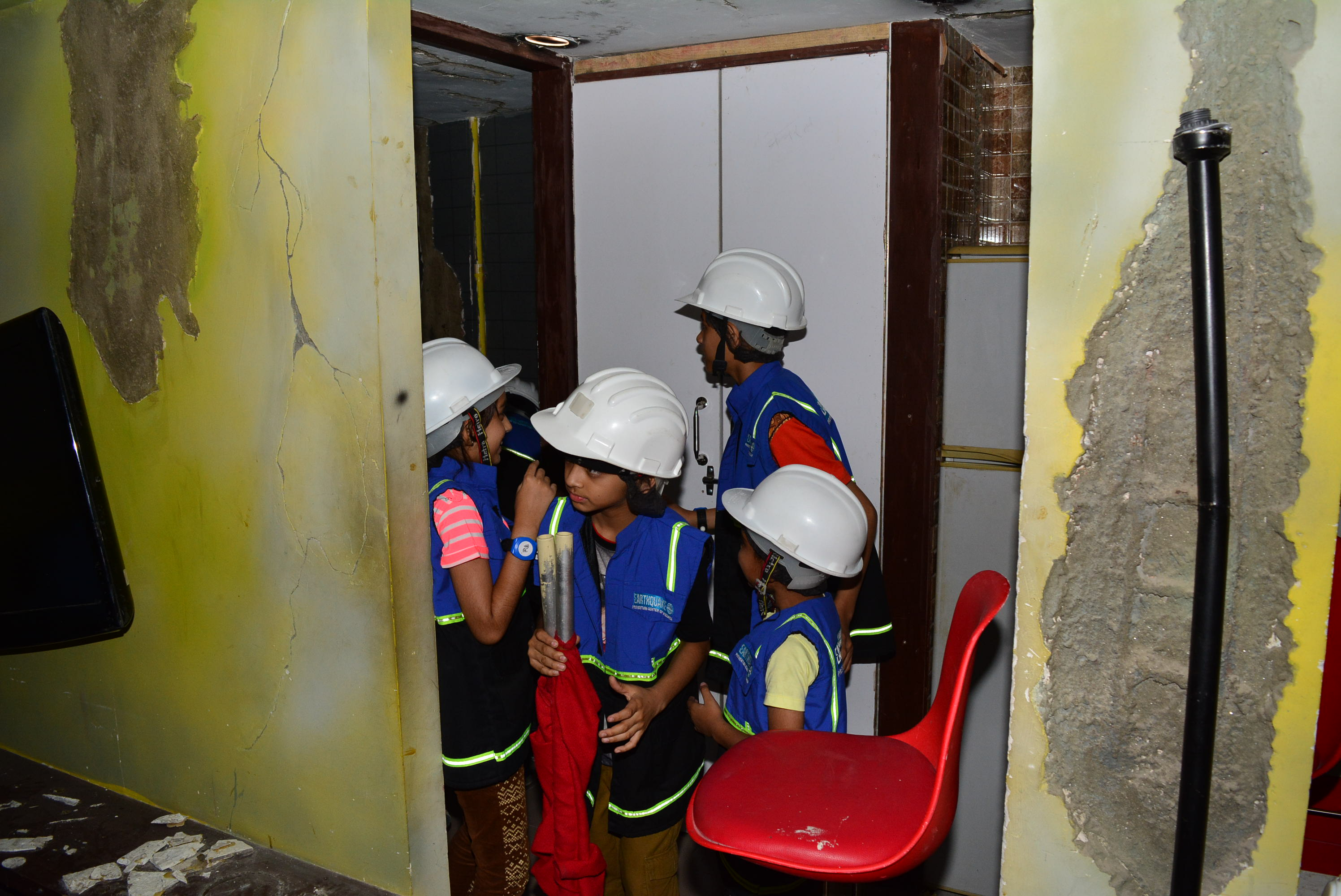
KidZania Bombay